# メル・フィッシャー
メル・フィッシャー（Mel Fisher、1922年8月21日 - 1998年12月19日）は アメリカ合衆国のトレジャーハンター。1622年に沈没したスペインのガレオン船、ヌエストラ・セニョーラ・デ・アトーチャの発見で知られる。彼は1985年7月20日にアトーチャ号を発見した。"The Atocha Motherlode,"として知られるアトーチャ号の財宝は金、銀合わせて40トン、推定4.5億ドルに及び、"ピース・オブ・エイト"として知られるスペインの銀貨114,000枚、金貨、コロンビアのエメラルド、金や銀のアーティファクト、1000の銀塊などがあった。
しかし、それは沈没した財宝の約半分に過ぎなかった。最も多く財宝を積んでいた、船尾楼の部分は未だ発見されていない。棒銀300個と青銅のカノン砲8砲などである。フィッシャーの会社Salvors Inc.,はアトーチャ号に加え、フロリダ州沖でアトーチャ号の姉妹船で同年沈没したガレオン船サンタ・マルガリータ、ヘンリエッタ・マリーとして知られる奴隷船の残骸を発見した。

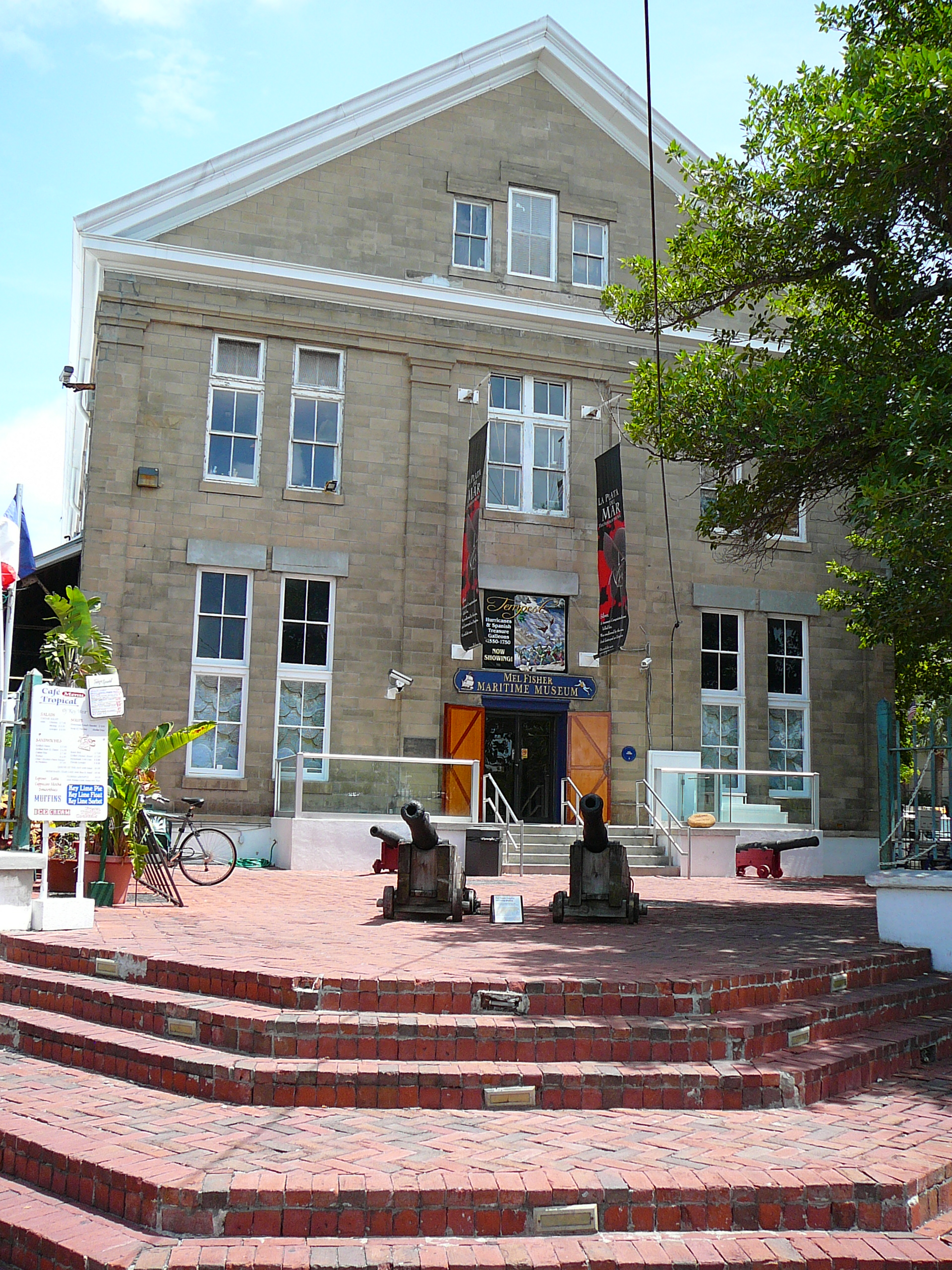
メル・フィッシャー海洋博物館
キーウェスト

アトーチャ号の沈没場所は"The Bank of Spain"と呼ばれ、(深さ22フィート、200ヤード程の広さの砂地)、 現在も探索が続けられ、財宝が発見されている。アトーチャ号から発見されたエメラルドはコロンビアのムゾー鉱山産で世界でも最高級のものである。ムゾー産エメラルドはその素晴らしい緑色の色合いで世界的に有名である。
メル・フィッシャーはインディアナ州ホバートに生まれ、少年時代に読んだロバート・ルイス・スティーヴンソンの小説「宝島」に影響を受けて宝探しに憧れを持った。パデュー大学に入学し、 The Delta Chi Fraternityの一員であった。1950年にカリフォルニア州に引っ越し、両親と養鶏業を始める。1953年、ドロレス（デオ）・ホートンと結婚し、世界初のダイビングの専門店Mel’s Aqua Shopを開いた。彼女はダイビング仲間であった。息子のダーク、キム、ケイン、娘のタフィーの4人の子供がいた。
1964年、トレジャー・ハンターのキップ・ワグナー（Kip Wagner）の誘いで、少年時代からの憧れだったトレジャーハンターの世界に飛び込み、1715年に沈没した難破船「Colored Beach site」の捜索に参加した。フロリダへ移住し、3年後に金貨2800枚を手に入れた。1975年7月13日、財宝探索中の長男ダークと妻エンジェル、ダイバーのリック・ゲージが睡眠中に船が転覆し、溺死した。フロリダキーズで10年間、不遇の時代を過ごしたが、Today's the Day(今日がその日だ)をモットーにそれに耐えた。
アトーチャ号探索中、主任考古学者としてダンカン・マシューソンを雇い、Salvors, Inc.は水中人工物の発見・保全で名高い会社となった。当初、州の海域で発見された物は州の管轄下に入るという通知書が贈られたが、長い法廷での闘争の末、1982年7月合衆国最高裁判所は財宝の20％を州に寄付するという条件で発見した財宝の所有権を認めた。特に米国、フロリダ州の懸念は、2001年の水中文化遺産保護条約の採択に繋がった。